# Сингх, Равиндер Пал
Равиндер Пал Сингх (англ. Ravinder Pal Singh; 6 сентября 1960, Ситапур, Уттар-Прадеш — 8 мая 2021, Лакхнау) — индийский хоккеист (хоккей на траве), полевой игрок. Олимпийский чемпион 1980 года.

## Биография
Равиндер Пал Сингх родился 6 сентября 1960 года в индийском городе Ситапур.
Играл в хоккей на траве за Соединённые провинции, «Багана» из Калькутты и команду Государственного банка Индии.
В 1980 году вошёл в состав сборной Индии по хоккею на траве на летних Олимпийских играх в Москве и завоевал в составе команды золотую медаль. Играл в поле, провёл 6 матчей, мячей не забивал.
В 1984 году вошёл в состав сборной Индии по хоккею на траве на летних Олимпийских играх в Лос-Анджелесе, занявшей 5-е место. Играл в поле, провёл 2 матча, мячей не забивал.
После Олимпиады завершил игровую карьеру из-за хронических проблем с позвоночником.
Жил в Лакхнау, где до выхода на пенсию работал в Государственном банке Индии.
Умер 8 мая 2021 года в Лакхнау от последствий COVID-19.

## Семья
У Равиндера Пала Сингха была старшая сестра Сарасвати Деви, у которой он хранил свою золотую олимпийскую медаль, и старший брат Раджендра Пал Сингх. Всю взрослую жизнь прожил один, что, предположительно, объясняется его интровертным характером.

## Смерть
Скончался на 61 году жизни 8 мая 2021 в возрасте 60 лет в Лакхнау от осложнений, вызванных коронавирусной инфекцией. 24 апреля, после положительного теста на COVID-19, был доставлен в больницу Вивекананда. После появления признаков выздоровления и отрицательного теста от 6 мая был выписан из ковидного отделения. Однако на следующий день состояние больного внезапно ухудшилось, и с 7 мая он находился на ИВЛ. По стечению обстоятельств, умер в один день с еще одним членом «золотой» сборной Индии-1980 Махараджем Каушиком, который также стал жертвой COVID-19.